# كاتيا هوير
كاتيا هوير (بالإنجليزية: Katja Hoyer؛ مواليد 1985) هي مؤرخة وصحفية وكاتبة ألمانية بريطانية.

## حياتها وسيرتها
ولدت هوير في جوبن، ألمانيا الشرقية، حيث كانت والدتها معلمة وكان والدها ضابطًا عسكريًا في ألمانيا الشرقية. حصلت على درجة الماجستير من جامعة يينا وانتقلت إلى المملكة المتحدة في عام 2010 تقريبًا.
هوير هو زميل بحثي زائر في كلية كينجز لندن ونشر كتابين عن تاريخ ألمانيا.  وهي أيضًا صحفية في المتفرج،  واشنطن بوست، الملحق الأدبي لصحيفة التايمز، أونهيرد، دي فيلت.
حظي كتابها الأول، الدم والحديد، عن الإمبراطورية الألمانية من عام 1871 إلى عام 1918، بمراجعات جيدة، على الرغم من أن بعض المراجعين اقترحوا أنها قللت من أهمية الجوانب السلبية لتلك الفترة وإرث أوتو فون بسمارك. حظي كتابها الثاني، ما وراء الجدار، والذي يتناول تاريخ ألمانيا الشرقية من عام 1949 إلى عام 1990، بمراجعات جيدة في المملكة المتحدة، لكنه لم يلق استحسانًا كبيرًا في ألمانيا.
هوير هو زميل في الجمعية التاريخية الملكية.

## الأعمال

### الكتب
- الدم والحديد: صعود وسقوط الإمبراطورية الألمانية 1871-1918 (دار نشر التاريخ، 2021)
- ما وراء الجدار: ألمانيا الشرقية، 1949-1990 (دار راندوم هاوس، 2023) [24][25][26]

### المقالات
- «الحياة في ألمانيا الشرقية: التطور الثقافي وراء الستار الحديدي».[27]
- «ما الخطأ في ألمانيا الشرقية؟ انظر إلى إهمالها الطويل من قبل الغرب الغني».[28]
- «لا توجد سوى طريقة واحدة لإبقاء حزب البديل من أجل ألمانيا اليميني المتطرف تحت السيطرة. وهي معالجة المخاوف التي يستغلها الحزب».[29]

### الأفلام
- تعمل هوير كمستشار تاريخي رئيسي ومستشار فني لفيلم السيرة الذاتية القادم للحرب الباردة همسات الحرية، والذي يستند إلى القصة الحقيقية لكريس جيفروي.[30][31]

## وصلات خارجية
- الملف الأكاديمي في كلية كينجز لندن
- واشنطن بوست، صفحة المؤلف واشنطن بوست
- hoyer_kat على تويتر.